# المعدات (الشعر)

تعديل مصدري - تعديل

المعدات هي إحدى قرى عزلة القابل الأسفل بمديرية الشعر التابعة لمحافظة إب،

## التعداد السكاني
بلغ تعداد سكانها 362 نسمة حسب تعداد اليمن لعام 2004.